# گورستان تل گپ
قبرستان تل گپ مربوط به سده‌های متاخر دوران‌های تاریخی پس از اسلام است و در شهرستان کهگیلویه، بخش سرفاریاب، دهستان سرفاریاب، ۲۰۰ متری روستای برآفتاب سرفاریاب واقع شده و این اثر در تاریخ ۱۸ شهریور ۱۳۸۷ با شمارهٔ ثبت ۲۳۲۲۱ به‌عنوان یکی از آثار ملی ایران به ثبت رسیده است.